# Henri Anier
Henri Anier, född 17 december 1990 i Tallinn, är en estländsk fotbollsspelare som spelar för Lee Man. Han spelar även för Estlands landslag.

## Karriär
Henri Anier startade sin karriär i hemstadens Flora Tallinn. 2007 blev han utlånad till Warrior Valga där han gjorde 13 mål på 24 matcher. Till den efterföljande säsongen blev han uppflyttad till Floras A-lag och gjorde under debutåret 15 mål på 28 matcher. Efter säsongen åkte Anier iväg och provspelade för ett flertal europeiska klubbar, bland annat Hannover 96, Palermo och Ascoli. Anier valde till slut italienska Sampdoria, som lånade honom över säsongen 2009/10. Anier imponerade inte tillräckligt mycket för att Sampdoria skulle vilja utnyttja köpklausulen i låneavtalet, utan han återvände till Flora under 2010 där han gjorde 13 mål på 16 matcher och vann Meistriliiga för första gången. Säsongen 2011 försvarade Flora sin titel och Anier stod för 21 mål, fyra av dem mot bottenlaget Ajax Lasnamäe som Flora vann över med 13-1.
20 december 2011 skrev Anier på ett 3-årskontrakt med norska Viking FK. Efter att enbart ha gjort ett mål under sin debutsäsong i Viking lånades han ut till Fredrikstad FK i april 2013. Anier återvände sedan till Viking, men efter att ha fått lite speltid lånades han ut igen, den här gången till Motherwell. Henri Anier gjorde succé direkt genom att göra det enda målet i premiärmatchen mot Hibernians. Han gjorde även mål i sin andra match för klubben, i 1-3-förlusten mot Aberdeen. 10 januari 2014 gjordes övergången permanent och Anier skrev ett kontrakt till sommaren 2016.
Han spelade senare för tyska Erzgebirge Aue, Dundee United och Hibernian innan han 2016 skrev på för Kalmar FF. I Kalmar gjorde han under höstsäsongen 9 matcher, och sitt enda mål när Kalmar besegrade Östersunds FK med 2-0.
Den 16 januari 2017 återvände Anier till skotsk fotboll när han skrev på för Inverness Caledonian Thistle. Den 10 juli 2017 värvades Anier av finska FC Lahti, där han skrev på ett 1,5-årskontrakt. Den 1 februari 2019 skrev Anier på för sydkoreanska Suwon FC. Den 1 februari 2020 värvades Anier av nederländska Go Ahead Eagles, där han skrev på ett halvårskontrakt.
Den 15 augusti 2020 blev Anier klar för en återkomst i Estland, där han skrev på ett halvårskontrakt med Paide Linnameeskond. Anier gjorde 10 mål på 11 ligamatcher under säsongen 2020. I januari 2021 förlängde han sitt kontrakt i klubben med ett år. Säsongen 2021 gjorde Anier 26 mål på 30 ligamatcher.
I januari 2022 värvades Anier av thailändska Muangthong United.

## Meriter
Flora Tallinn
- Meistriliiga: 2010, 2011
- Estländska cupen: 2008, 2009, 2011

Hibernian
- Scottish Cup: 2016